# Liste der Monuments historiques in Meslan
Die Liste der Monuments historiques in Meslan führt die Monuments historiques in der französischen Gemeinde Meslan auf.

## Liste der Bauwerke
| Bezeichnung           | Beschreibung | Standort         | Kennzeichnung | Schutzstatus | Datum | Bild |
| --------------------- | ------------ | ---------------- | ------------- | ------------ | ----- | ---- |
| Calvaire in Bonigeard |              | Bonigeard (Lage) | PA00091444    | Inscrit      | 1933  |      |
| Kirche St-Melaine     |              | (Lage)           | PA00091445    | Inscrit      | 1925  |      |

## Liste der Objekte
- Monuments historiques (Objekte) in Meslan in der Base Palissy des französischen Kultusministeriums